# Peter Vilfan
Peter Vilfan (Maribor, 29. srpnja 1957.) je slovenski košarkaš, bivši jugoslavenski i slovenski reprezentativac tijekom '70-ih i '80-ih. Vilfan je igrao je na položaju beka.

## Igračka karijera

### Klupska karijera
U karijeri je igrao za KK Olimpiju, KK Split, KK Partizan, itd.